# 是云侃
是云侃（532年—567年11月18日），复姓是云氏，字宝国，北周官员。

## 生平
是云侃以持节、抚军将军、大都督、通直散骑常侍为起家官，很快出任尝药监，依例封淮州道县开国子，食邑三百户，仍加使持节、车骑大将军、仪同三司。当时恰逢南陈入侵，是云侃率领水军出击，收复梁璧。保定初年，是云侃袭爵洞城郡公，很快出任冬官司玉大夫，外任洛州诸军事、洛州刺史，升任骠骑大将军、开府仪同三司。保定四年（564年），柱国、邓国公窦炽东征北齐，是云侃作为部将跟随立下战功，返回后出任淅州刺史。天和二年十月二日（567年11月18日），是云侃在淅州患病去世，虚岁三十六。同年十月十一日（567年11月27日），是云侃的儿子将是云侃迁葬，周武帝宇文邕哀伤惋惜，诏令赠予宜敷丹三州诸军事、宜州刺史。

## 族属
是云侃墓志记载是云氏曾经“分源弱水”，也就是出自内蒙古的额济纳河，故宫博物院研究馆员王素认为是云氏也有可能为高车族。

## 家庭

### 十二世祖
- 是云某，北魏尚书[1]

### 祖父
- 是云敦，北魏内三郎、大宁郡太守、赠相州刺史[1]

### 父亲
- 是云宝，北周使持节、大将军、大都督、凉甘瓜三州诸军事、凉州刺史、洞城哀公[1]

### 夫人
- 贺拔定妃，北魏太师、太保、雍州刺史、西北道大行台、兼左仆射贺拔岳侄女，西魏侍中、持节、都督鄜豳丹北雍四州刺史、骠骑大将军、开府仪同三司、顿丘县开国公贺拔颎之女，封昌城郡君[2]

### 兄弟
- 元寿，隋朝大将军、右光禄大夫、内史令、博平景侯

### 子女
- 是云海龙，世子[1]
- 是云□陀[1]
- 是云文略[1]
- 是云文昌[1]
- 是云陇生[1]
- 是云鸾师[1]

## 墓志
2009年入藏大唐西市博物馆。

使持節驃騎大將軍開府儀同三司大都督宜敷丹三州諸軍事宜州刺史洞城郡開國公是云偘之墓誌銘
公諱偘，字寶國，其先出自軒轅，受氏于有魏太武皇帝，折侯真是云尚書，即君之十二世祖也。構本壽丘，分源弱水，洪瀾茂緒，奕葉綿長。所謂積石開河，湯湯遠而弥盛，嶓□道漾，滔滔引而不冥者矣。祖敦，藴精藏仁，秉文經武。孝文世入爲內三郎，出拜大寧郡守，贈相州刺史。父寶，英謨遐略，懋德宏圖，矯首龍驤，騰驅虎步。累拜使持節，大將軍，大都督，涼、甘、瓜三州諸軍事，涼州刺史，洞城郡開國公，食邑三千戶。薨，諡曰哀。公□靈挺秀，才實羽儀；龍氣孤生，心遊江海。龜人定公侯之兆，太守許鼎封之才。起家持節，撫軍將軍，大都督，通直散騎常侍，尋除嘗藥監，依例封淮州道縣開國子，邑三百戶，仍加使持節，〔車〕騎大將軍，儀同三司。屬陳人侵軼九江，虔劉三楚，公秉伏波之鉞，統樓船之師，衂陳兵，復梁璧。湘武有截，實著力焉。保定初，襲洞城郡公，俄拜冬官司玉大夫，出爲洛州諸軍事，洛州刺史，進驃騎大將軍，開府儀同三司。門列鄧騭之儀，閤崇羊祜之府。自函崤絕地，嵩華分星，緬彼洛京，鞠爲茂草。柱國鄧國公受脤觀兵，曜威芒阜。公偏師却敵，別將屠城。勇起一騎，功高三郡。還拜淅州刺史。方踐三槐，臺鉉五福，昊天不惠，殲我良人。以天和二年十月二日遘疾薨於州，時年卅有六。鬼猶求食，託夢歸魂。久客異鄉，遺言返，葬。十月十一日，子遷窆葬里。主上傷惜，詔贈宜、敷、丹三州諸軍事，宜州刺史，諡曰 。卜靈龜筮，水侵松檟，荒芒陵谷，寧不高下。乃作銘云：
綿綿瓜瓞，湯湯江涘。本枝百世，承流千祀。鬱鬱高基，振振公子。秀出龍門，翻爲麟趾。絕塵千里，逸響九皋。濯纓超仕，曳組登朝。風雲浩浩，江漢滔滔。万頃同量，千仞齊高。江浦虔劉，芒山旅拒。誰其清矣，函申伊甫。既掃塵埃，載清氣阻。猶樂徇齊，如王定楚。方陞紫替，觀獸清丘。風驚靖樹，水激覆舟。春非我春，秋非我秋。嗚呼悲矣，其生若浮。虞淵潛晛，逝川不舍。□□方漸，新輶遽駕。駟馬嘶晨，九原万夜。隴盈松月，人罔冬夏。
世子海龍，次子□陀，次子文略，次子文昌，次子隴生，次子鸞師。